# صناعة الإلكترونيات في اليابان

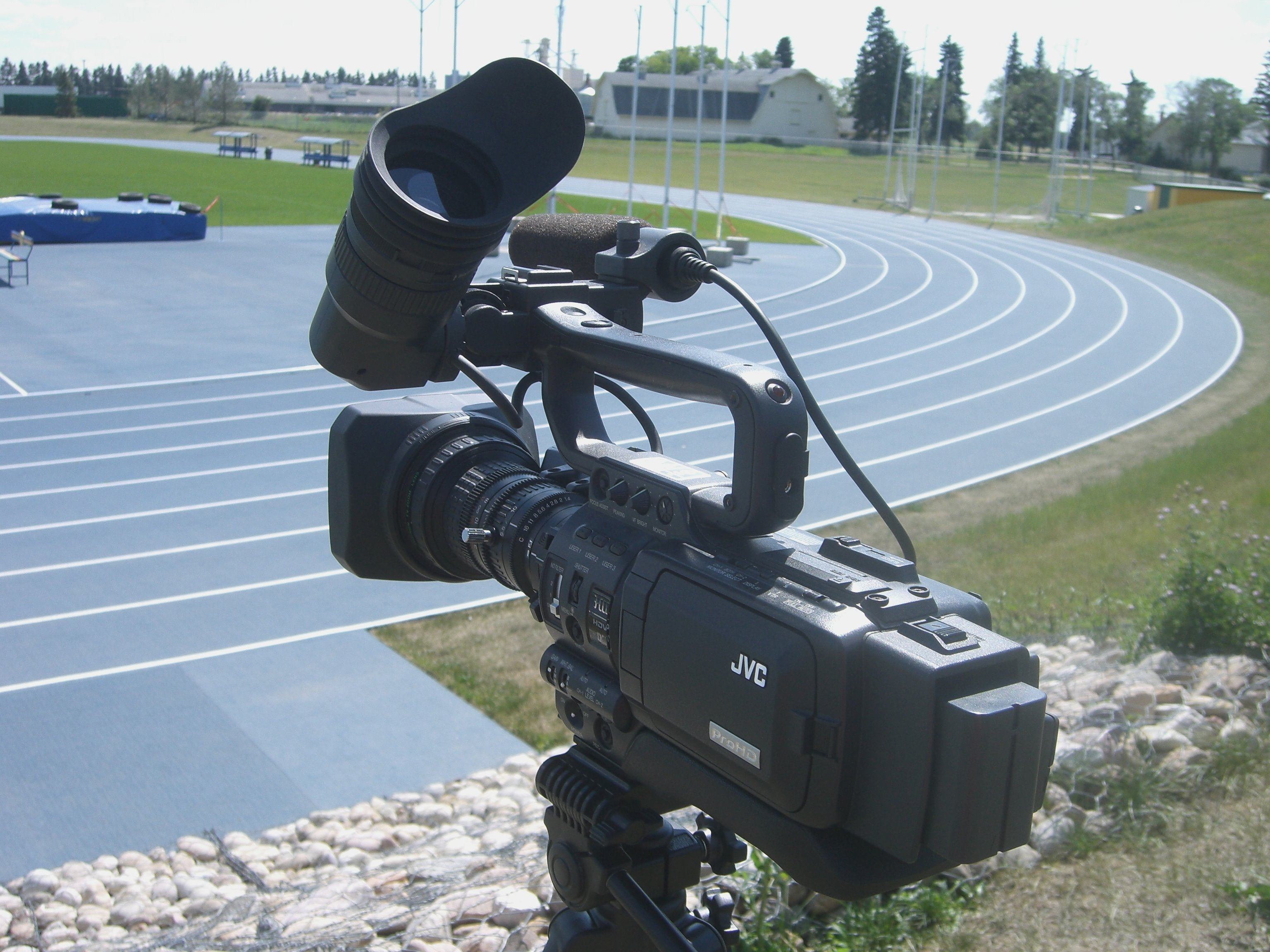
كاميرا فيديو متقدمة من جي في سي

صناعة الإلكترونيات اليابانية هي أكبر صناعة الكترونيات استهلاكية على مستوى العالم على الرغم من أن حصة هذه الشركات اليابانية انخفضت تدريجيا بسبب المنافسة من كوريا الجنوبية وتايوان. ولا يزال اليابان لديه عدد من الشركات التي تنتج التلفزيون وكاميرات الفيديو والصوت ومشغلات الفيديو، الخ.
وقد كانت الشركات اليابانية مسؤولة عن عدد من الابتكارات الهامة، بما في ذلك أنه بعد أن كانت رائدة في راديو الترانزستور وأيضاً وكمان (بالإنجليزية: Walkman)‏ (سوني)، وكذلك أول أجهزة الكمبيوتر المحمولة تم إنتاجها بكميات كبيرة (توشيبا)، ومسجل شريط (JVC)، والخلايا الشمسية وشاشات الكريستال السائل (شارب ).
وتشمل كبرى شركات الالكترونيات اليابانية كانون، كاسيو، فوجي فيلم، فوجيتسو، هيتاشي، جي في سي كينوود، ميتسوبيشي إلكتريك، نيكون، نينتندو، أوليمبوس، باناسونيك، وبيونير، وريكو، ومجموعة سايكو، وشارب، وسوني، وتوشيبا .